# Yadollah Sharifirad

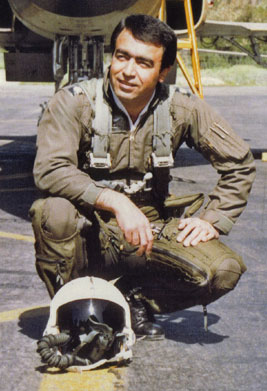
Yadollah Sharifirad

Yadollah Sharifirad (anhörenⓘ persisch [jædollɑh ʃæɾifiɾɑd] یدالله شریفی راد‎; * 24. März 1946 in Taleghan) ist ein ehemaliger iranischer Jagdflieger, Militärattaché und Schriftsteller. 1978 war er Pilot der Kunstflugstaffel Golden Crown.
Sharifirad war einer der erfolgreichsten iranischen F-5-Jagdflieger während des Ersten Golfkrieges. Er erzielte fünf Abschüsse (drei bestätigte und zwei mutmaßliche Abschüsse) irakischer Kampfflugzeuge. Diese umfassen eine Su-22 und vier MiG-21. Bei einem Angriff auf ein irakisches Kraftwerk wurde er von drei irakischen Kampfflugzeugen angegriffen und abgeschossen. Mit dem Schleudersitz konnte er sich retten und wurde von kurdischen Kämpfern zurück in den Iran gebracht. Im Iran wurde ein Film mit dem Titel „Die Adler“, der auf dieser Operation beruhte, produziert.
Von 1984 bis 1987 war er als Militärattaché in Pakistan tätig. 1987 wurde er von der iranischen Regierung zurückbeordert und der Spionage für die Vereinigten Staaten beschuldigt. Nach der Verhaftung und einem Jahr Gefängnis wurde er freigelassen. Danach gelang Sharifirad die Flucht nach Kanada.
2010 verfasste er ein Buch mit dem Titel „Flight of a Patriot“. In diesem Buch erzählt er über sein Leben von der Jugend bis zur Teilnahme im Ersten Golfkrieg, seine Verhaftung, Gefängnis und Folter bis zur Einwanderung nach Kanada.